# A magyar felnőttképzés rendszere
A magyarországi felnőttképzés a 20. század elején indult, amikor a munkaerő szakmai tudásának fejlesztésére törekedtek. A felnőttek oktatása eleinte intézményesített formában zajlott, és a munkavállalók szakmai képzettségének növelését célozta. A rendszerváltás után, az 1990-es években a felnőttképzés jelentős fejlődésen ment keresztül, a kormányzati intézkedések és jogszabályok révén.
Magyarországon a felnőttképzés különböző intézmények és képzési programok keretében zajlik. Az államilag elismert szakképesítések mellett elérhetők nem akkreditált képzések is, amelyeket felnőttképző intézmények, magántanárok vagy szervezetek kínálnak. Ezek a képzések lehetnek rövidebb, célzott tanfolyamok is, amelyek a munkaerőpiacon elvárt készségekre és kompetenciákra helyezik a hangsúlyt. A felnőttképzés fókuszában a szakmai továbbképzések, átképzések, valamint új szakmák elsajátítása áll.

## A felnőttoktatás célja
A felnőttoktatás elsődleges célja, hogy felnőttek számára lehetőséget biztosítson új ismeretek megszerzésére, meglévő tudásuk bővítésére, valamint a változó munkaerőpiaci követelményekhez való alkalmazkodásra. A képzések rugalmas formában érhetők el, így például esti vagy levelező oktatás keretében is részt lehet venni rajtuk. Ez különösen fontos a munkavállalók számára, akik így munka mellett is képezhetik magukat. A rendszerváltástól 2020 végéig a felnőttképzés alapját az Országos képzési jegyzék (OKJ) képezte, amely az államilag elismert szakképesítések listáját tartalmazta. Az OKJ-s képzések keretében a tanulók államilag elismert képesítést szereztek, amelyek révén jobban elhelyezkedhettek a munkaerőpiacon. A felnőttképzést szakképzési centrumok, munkaügyi központok és akkreditált intézmények szervezték.

## OKJ helyett szakképesítés 2021-től
A rendszerváltás után a felnőttképzés alapját az OKJ képezte, amely az államilag elismert szakképesítéseket listázta. Az OKJ-rendszer 2020 végén megszűnt, helyét egy új szakképzési struktúra vette át. Az új rendszer két szintre bontotta a szakképesítéseket: szakképesítésekre és részszakmákra. Az átalakítás célja a képzési rendszer rugalmasságának növelése és a gazdasági igényekhez való jobb alkalmazkodás volt. 
Az új szakképzési rendszer bevezetésével már csak 174 alapszakma tanulható iskolarendszerű képzésben, míg korábban az OKJ nagyjából 900 szakképesítést tartalmazott. Az új rendszer bevezetése óta az online tanulási lehetőségek is bővültek, lehetővé téve a rugalmasabb oktatást.

## Szakképesítések és részszakmák
Az új rendszer egyik fontos eleme a részszakmák bevezetése, amelyek egy-egy szakma részterületeire összpontosítanak. Ezek az önállóan betölthető munkakörökhöz szükséges kompetenciákat biztosítják, és a szakképző intézmények vagy felnőttképzők által szervezhetők. A részszakmák megszerzéséről államilag elismert bizonyítványt kapnak a résztvevők.
A szakképesítések köre szintén változott. Az új Szakmajegyzék mellett megjelentek azok az úgynevezett szakképesítések, amelyek az OKJ-ból kimaradt, de továbbra is fontos szakmai ismereteket nyújtanak. Ezeket rövidebb ciklusú vagy speciális képzések keretében lehet elsajátítani.

## Vizsgáztatás
Az új rendszer bevezetésével a vizsgáztatás elkülönült az oktatástól. A képzéseket felnőttképző intézmények szervezik, de a szakmai bizonyítványokat akkreditált vizsgaközpontok állítják ki. Ez biztosítja a képzési folyamat átláthatóságát és hitelességét.

## Záró gondolatok
A 2021-es átalakulás a felnőttképzési rendszer modernizálását célozta meg, igazodva a munkaerőpiaci követelményekhez. Az új típusú képzések lehetővé teszik a tanulók számára, hogy naprakész és piacképes tudást szerezzenek. Az államilag elismert képesítések megszerzése továbbra is elérhető, még ha az OKJ rendszere meg is szűnt. A digitális készségek fejlesztése, valamint az egyéni tanulási utak támogatása a jövőben is kiemelt szerepet kap a rendszerben.

## További információ
- Iskolarendszeren kívüli felnőttképzés
- TanfolyamGURU - Felnőttképzések országszerte, online és Budapesten
- TanfolyamOKJ - blog
- Információs portál felnőttképzésekről
- Országos képzéskereső
- Magyar Oktatási Tájékoztató